# Penicillium pinophilum
Penicillium pinophilum är en svampart som beskrevs av Thom 1910. Penicillium pinophilum ingår i släktet Penicillium och familjen Trichocomaceae.   Inga underarter finns listade i Catalogue of Life.